# Bryobiella inflata
Bryobiella inflata är en spindeldjursart som beskrevs av Meyer 1974. Bryobiella inflata ingår i släktet Bryobiella och familjen Tetranychidae. Inga underarter finns listade.